# Meridiano de Buenos Aires
El Meridiano de Buenos Aires es la semicircunferencia máxima imaginaria del globo terrestre que pasa por el Polo Norte, por el Polo Sur y por el centro histórico de la ciudad de Buenos Aires.
En el pasado, se lo ha utilizado como meridiano cero (o meridiano origen) de la Argentina.

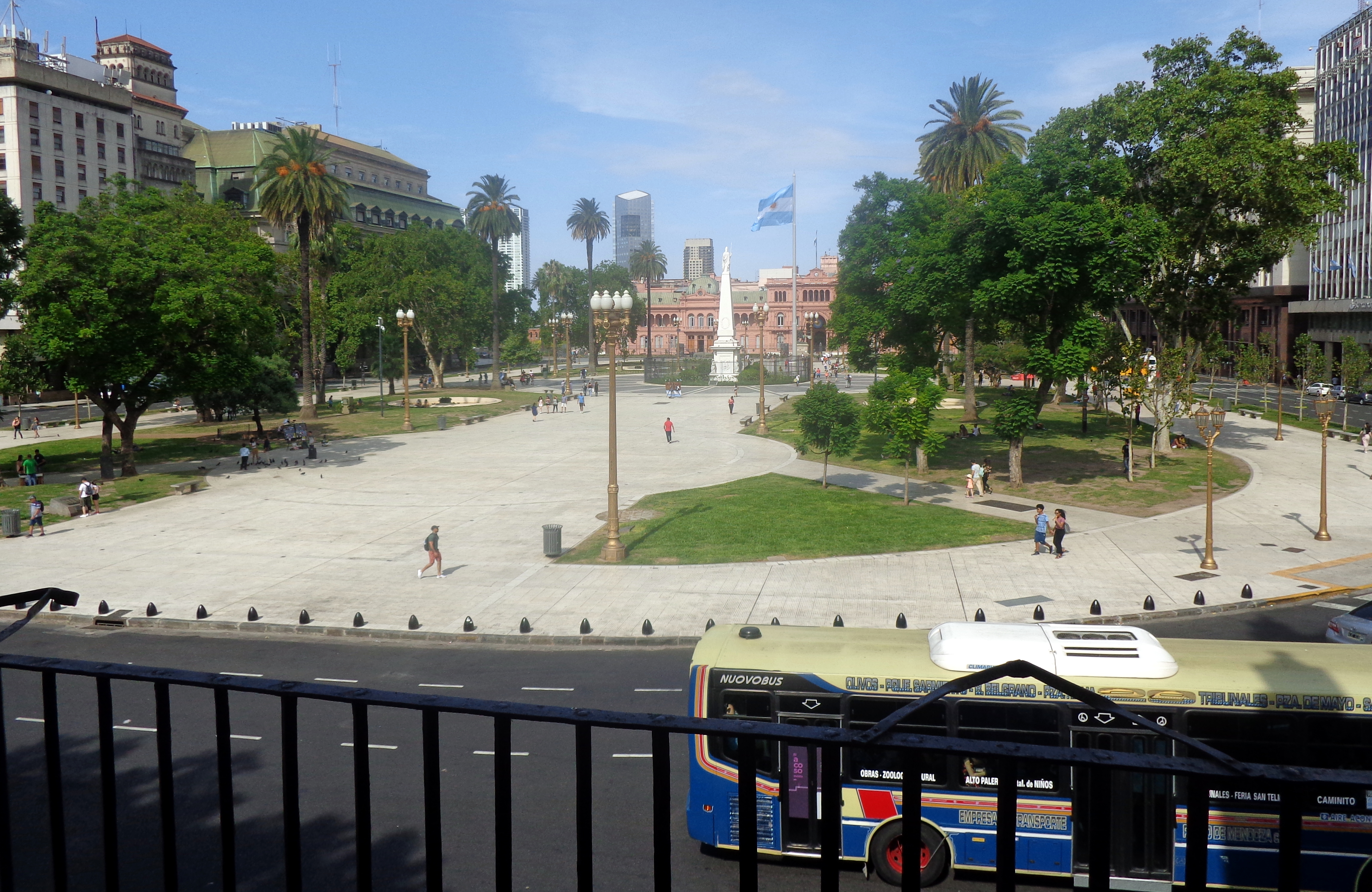
La Plaza de Mayo, por donde pasaba el meridiano de Buenos Aires

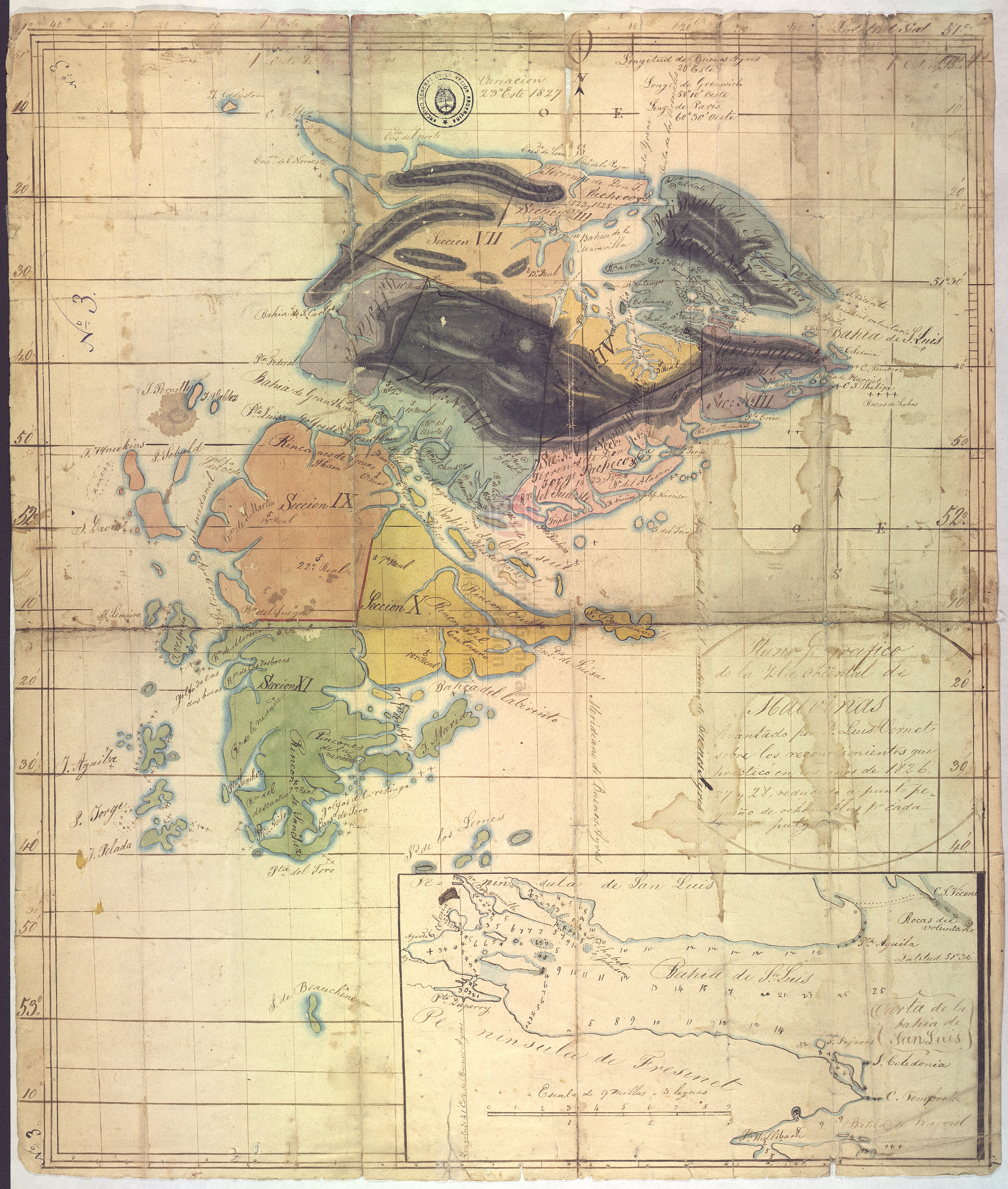
Mapa de la isla Soledad confeccionado por Vernet y referido al meridiano de Buenos Aires.

A nivel global, esa línea de longitud se extiende desde el Polo Norte, cruzando el Océano Ártico, Norteamérica, el Océano Atlántico, el Mar Caribe, Sudamérica, las islas Malvinas, y la Antártida, hasta llegar al Polo Sur.

## Historia

### Importancia histórica
Hasta comienzos del siglo XX, el Meridiano de Buenos Aires se utilizó para la confección de diversos mapas de la República Argentina, como por ejemplo;
- La "Carta Geográfica de la provincia de Buenos Aires" de Doroteo Muñoz (1824)
- El "Mapa de la isla Soledad de Malvinas" de Luis Vernet (1831)
- El "Plano del Territorio de la Pampa y Rio Negro" de Manuel Olascoaga (1884)

Pero además, la importancia de este meridiano origen argentino radica en que, a partir de la ley 947 de 1878, de la ley 1.532 de 1884, y de otras normas complementarias, se lo empleó para definir el meridiano 5.º de Buenos Aires y el meridiano 10.º de Buenos Aires, que se utilizarían para marcar los límites de varios territorios nacionales del país, que más tarde se convertirían en  provincias argeninas.

### Incertidumbre sobre su posición
No hay documentación oficial que explícitamente defina el lugar por donde pasa el Meridiano de Buenos Aires. El Instituto Geográfico Nacional ha mencionado que corresponde a la Plaza de Mayo o sus alrededores.
Los estudiosos del tema consideran que cruza un sitio entre la Casa Rosada y el Cabildo Histórico; probablemente por el centro de la antigua Plaza de la Victoria (hoy, centro  de la mitad occidental de la Plaza de Mayo), que fue el centro neurálgico de Buenos Aires desde su fundación hasta 1884 cuando se constituyó la Plaza de Mayo. Ese sitio está atravesado por el Meridiano 58° 22' 22" O.

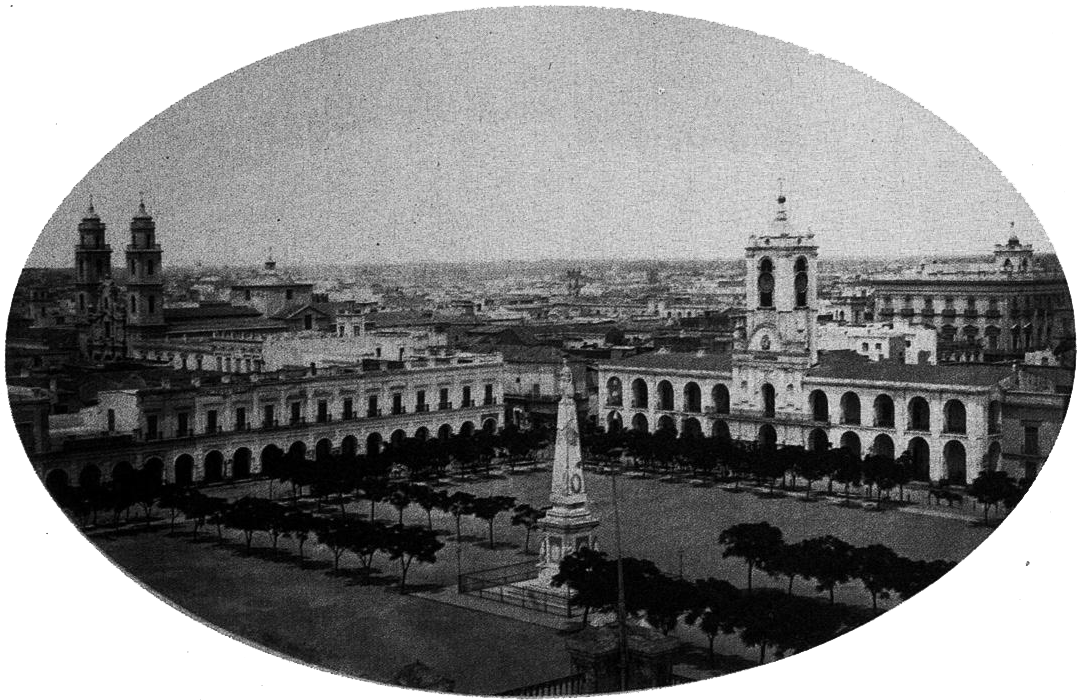
La Plaza de la Victoria en 1867, llamada Plaza Mayor hasta 1808. Fue el lugar de la fundación de Buenos Aires

### Conflictos interprovinciales
Como además de la falta de definición explícita de este meridiano, la determinación de la longitud geográfica ofrecía ciertos errores de medición en el pasado, la demarcación del Meridiano V y del Meridiano X en el terreno ha dado lugar a distintos conflictos de límites interprovinciales a lo largo del tiempo.

### Caída en desuso
Finalmente, este meridiano cayó en desuso a partir del decreto del 25 de febrero de 1920 del presidente Hipólito Yrigoyen, el cual estableció que la Argentina adoptaría, desde el 1 de mayo de ese año, el huso horario de cuatro horas al oeste del meridiano de Greenwich, empleado como origen de las longitudes.